# Chrystus i niewierny Tomasz
Chrystus i niewierny Tomasz (wł. Incredulità di san Tommaso) – rzeźba Andrei del Verrocchia, wykonana z brązu w latach 1467–1483. Mierzy 230 cm wysokości Znajduje się w kościele Orsanmichele we Florencji.
Powstała ona na zamówienie z 15 stycznia 1467 roku. Miała ona znaleźć się na wschodniej niszy kościoła Orsanmichele. Było to pierwszej jego monumentalne dzieło. Postacie odlewał w dużych odstępach czasu. Udał się do Wenecji i Treviso (w 1469) w celu znalezienia metali potrzebnych do odlewów. Postać Jezusa Chrystusa została odlana ok. 1477–1478, św. Tomasza w latach 1482–1483. Jej uroczyste odsłonięcie dla publiczności miało miejsce 21 czerwca 1483 roku.
Święty Tomasz znajduje się po lewej stronie. Zgodnie z tradycją Jezus ma wyciągniętą dłoń, jednak Verrocchio zdecydował się ją tak ukazał, by przypominała zarówno błogosławieństwo jak i chrzest. Szata Chrystusa kontrastuje z szatą Tomasza Apostoła.
Istnieje podobieństwo między Chrystusem na rzeźbie Verrocchia a Chrystusem na fresku Ostatnia Wieczerza Leonarda da Vinci. Zasugerowano, że Leonardo mógł sporządzić głowę Chrystusa do rzeźby, jednak bardziej prawdopodobna wydaje się hipoteza, że malując fresk wzorował się na rzeźbie Verrocchia.